# Pitsamai Sornsai
Pitsamai Sornsai, née le 19 janvier 1989, est une joueuse thaïlandaise de football évoluant au poste de défenseur. Elle joue en faveur du Chonburi Sriprathum et avec l'équipe nationale thaïlandaise.

## Biographie
Sornsai se classe quatrième de la Coupe d'Asie 2018 organisée en Jordanie.
Elle fait ensuite partie des 23 joueuses thaïlandaises retenues pour participer à la Coupe du monde 2019 organisée en France.